# جروس مورن
جروس مورن هي مدينة من مدن هايتي. يبلغ عدد سكانها 300,000 نسمة بحسب إحصائيات سنة 2003. يبلغ ارتفاع المدينة عن سطح البحر قرابة 211 متر.